# Papaja
De papaja (Carica papaya) is een plant uit de familie Caricaceae. De plant is verwant aan de bergpapaja (Vasconcellea cundinamarcensis, synoniem: Carica pubescens).
In België en Nederland wordt de papaja vanuit Midden-Amerika, Azië, Midden- en Zuid-Afrika ingevoerd. Inmiddels wordt papaja ook in Nederland in een kas geteeld. Hiervoor hebben ze speciale aarde nodig. Er is bij de aanvoer van de papaja weinig tot geen sprake van seizoenen; de vrucht is het hele jaar te koop.
De papaja is de vrucht van een meloenboom en wordt dan ook "boommeloen" genoemd. De vruchten groeien aan de stam van de boom. De papajaboom komt oorspronkelijk uit Mexico. De boom kan tot zes meter hoog worden. De stam is hol, de bladeren zijn groot en handvormig. Er zijn verschillende ondersoorten papaja's.

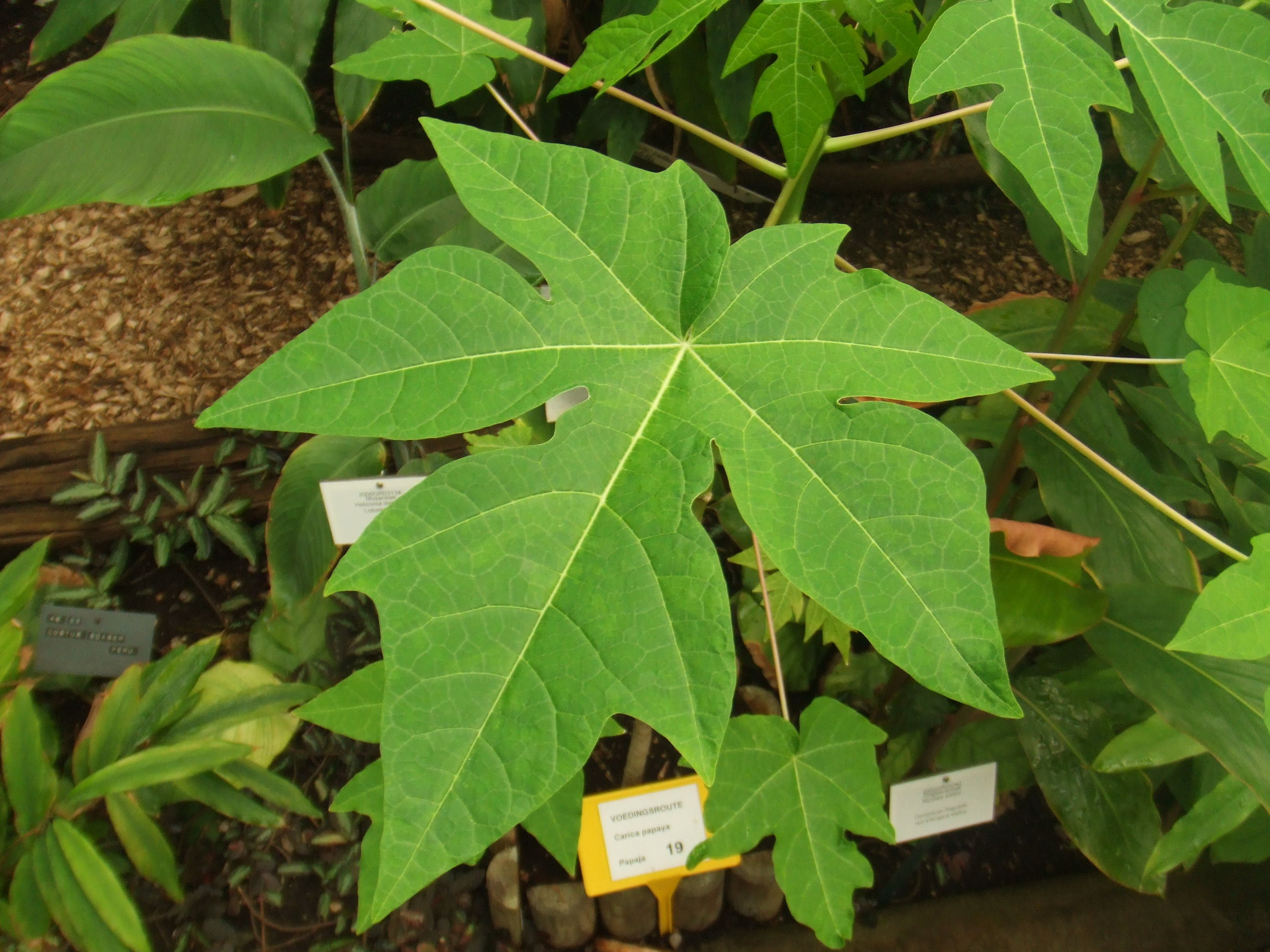
Blad van een jonge papajaplant

De vrucht is rond tot ovaalvormig, circa 20 cm lang. Het gewicht van een – in België of Nederland verkochte - papaja kan variëren van 300-500 g, alhoewel de vruchten 6 kg zwaar kunnen worden. Papaja's van dit gewicht worden echter niet geëxporteerd. De papaja heeft een gladde, dunne schil, die tijdens het rijpen verkleurt van groen naar geel-groen-gevlekt. Een rijpe papaja heeft zalmroze tot geel-oranje vruchtvlees, ruikt enigszins naar abrikozen, is boterzacht en smaakt zoet en meloenachtig. Het vruchtvlees van de papaja bevat geen vruchtzuren, met als gevolg de zeer zoete smaak. In het midden van de papaja bevindt zich een holle ruimte die gevuld is met zwarte pitjes, die niet gegeten worden. De zaadjes kunnen gedroogd worden en gebruikt als peper bij bepaalde gerechten.
In de tropen worden de pitjes gebruikt als een geneesmiddel tegen darmparasieten, vanwege de laxerende werking. Onrijpe exemplaren worden als groente gegeten.
De vruchten moeten geoogst worden als het rijpingsproces net is begonnen en te vroeg geplukte papaja’s kunnen niet meer narijpen. Het zijn kwetsbare producten voor de export.

## Bewaaradvies en verwerking
Een papaja is rijp als de vrucht een groen-geel-roodgevlekte schil heeft en bij lichte vingerdruk enigszins meegeeft. Rijpe papaja's zijn enkele dagen te bewaren op een koele plaats (circa 12 °C), maar kunnen beter niet in de koelkast bewaard worden. Onrijpe vruchten kunnen narijpen bij kamertemperatuur.
Verse papaja's bevatten het eiwitsplitsende enzym papaïne. Dit enzym lijkt op het door het menselijk lichaam geproduceerde pepsine dat eiwitten afbreekt. Bij verwerking met gelatine gaat het de gelatinewerking tegen, net als bij de ananas. De papaïne zorgt er ook voor dat de vrucht licht verteerbaar is. Het komt echter ook door de papaïne dat zuivelproducten met verse papaja na enige tijd waterig worden en een vieze smaak krijgen. Gebruikt bij vleesgerechten wordt het vlees malser; papaïne wordt voor hetzelfde doel vaak in de vleesindustrie gebruikt. De papaïne wordt ook wel geëxtraheerd en gedroogd tot poeder, ingenomen om de spijsvertering te verspoedigen. Mensen die tevoren vrijwel niets kunnen verteren, nemen de papaja in sap- of tabletvorm in.
Als men papaja's in combinatie met zuivelproducten of gelatine wil gebruiken, kan men de vruchten beter enkele minuten koken of vruchten uit blik gebruiken.
Voor het nuttigen van deze vrucht moeten de schil en de pitten verwijderd worden. Citroensap verhoogt de smaak van het vruchtvlees. Papaja's worden vaak als voorgerecht gebruikt gecombineerd met ham, of als nagerecht.

## Wereldwijde productie
| Topproducenten van papaja 2018 | Topproducenten van papaja 2018 |
| Land                           | Productie (ton)                |
| ------------------------------ | ------------------------------ |
| India                          | 5.989.000                      |
| Brazilië                       | 1.060.392                      |
| Mexico                         | 1.039.820                      |
| Dominicaanse Republiek         | 1.022.498                      |
| Indonesië                      | 887.591                        |
| Nigeria                        | 833.038                        |
| Congo-Kinshasa                 | 213.769                        |
| Venezuela                      | 188.636                        |
| Colombia                       | 183.732                        |
| Cuba                           | 176.630                        |

## Voedingswaarde
Voedingswaarde per 100 gram:
- Energie: 180 kilojoule
- Eiwit: 1 gram
- Koolhydraten: 10 gram
- Calcium: 21 mg
- Natrium: 3 mg
- Kalium: 211 mg
- Fosfor: 16 mg
- IJzer: 0,4 mg
- B-Caroteen: 0,56 mg
- Vitamine B1 0,03 mg
- Vitamine B2: 0,04 mg
- Vitamine C: 60–80 mg

Net als andere oranje vruchten is de papaja rijk aan bètacaroteen, dat een rol speelt in de bescherming tegen vrije radicalen, die bepaalde vormen van kanker kunnen veroorzaken. Papaja's bevatten zoveel vitamine C, dat een halve vrucht van gemiddelde grootte voldoende is voor de dagelijkse behoefte van een volwassene. Verder bevatten ze kleine hoeveelheden ijzer en calcium.
Papaja bevat het eiwit fibrine, bij de mens speelt dit een grote rol bij de bloedstolling. De bladeren, die onder andere carpaïne bevatten, mogen niet worden gebruikt in voedingssupplementen wegens gezondheidsrisico's.